# Oakville (Connecticut)
Oakville es un lugar designado por el censo ubicado en el condado de Litchfield en el estado estadounidense de Connecticut. En el año 2000 tenía una población de 8,618 habitantes y una densidad poblacional de 1,053.0 personas por km².

## Geografía
Oakville se encuentra ubicado en las coordenadas 41°35′36″N 73°05′07″O / 41.59333, -73.08528.

## Demografía
Según la Oficina del Censo en 2000 los ingresos medios por hogar en la localidad eran de $48,395 y los ingresos medios por familia eran $59,417. Los hombres tenían unos ingresos medios de $41,993 frente a los $29,055 para las mujeres. La renta per cápita para la localidad era de $20,763. Alrededor del 3.2% de la población estaba por debajo del umbral de pobreza.